# Lustrzynka
Lustrzynka, kaczka białogardła (Speculanas specularis) – gatunek ptaka z rodziny kaczkowatych (Anatidae), występujący w Ameryce Południowej – w południowym Chile i południowej Argentynie. Bliski zagrożenia wyginięciem.

## Taksonomia
Jedyny przedstawiciel rodzaju Speculanas. Niekiedy włącza się go do rodzaju Anas, ale najbliższymi jego krewnymi są czubokaczka i amazonetka, które również tworzą monotypowe rodzaje. Razem należą one do południowoamerykańskiej linii ptaków, która na wczesnym etapie rozdzieliła się od pozostałych kaczek i która może obejmować również Tachyeres (Johnson & Sorenson, 1999). Nie wyróżnia się podgatunków.

## Charakterystyka

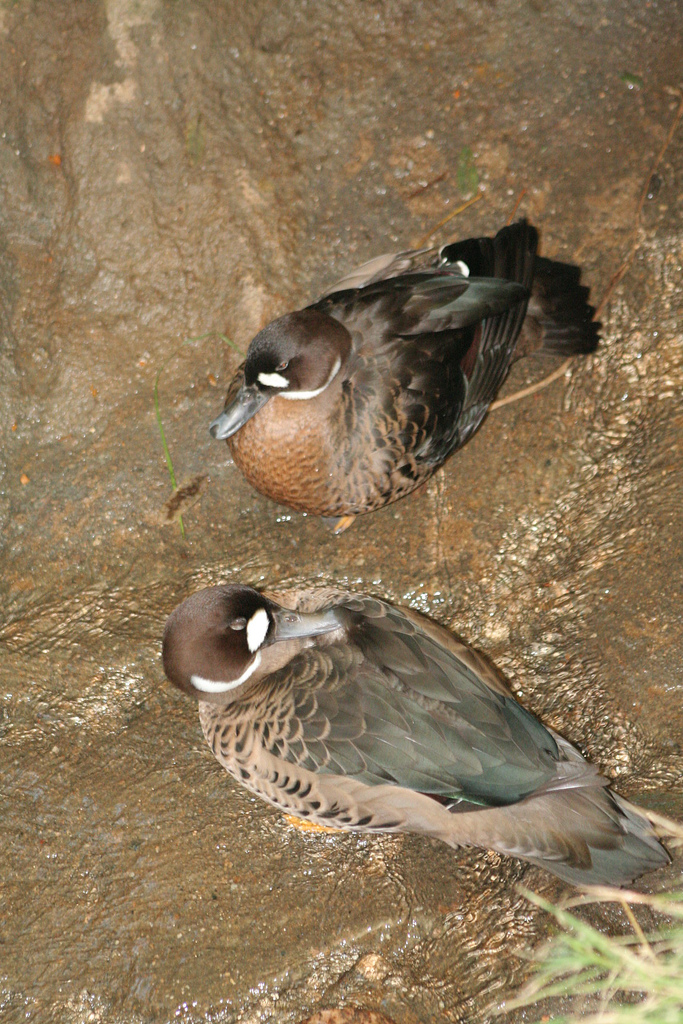
Para lustrzynek

Długość ciała 46–54 cm; masa ciała: samce około 1130–1460 g, samice około 900–1070 g.
Samiec kaczki białogardłej przez cały rok zachowuje to samo ubarwienie. Głowa i szyja ciemnobrązowe. Z przodu w okolicach oczu i gardła widnieje biały punkt. Plama na gardle rozciąga się aż na boki szyi tak, że tworzy prawie półkole. W tylnej części ciała pióra są czarne lub brązowe (jaśniejsze wiosną). Na klatce piersiowej i w dolnej części ciała jasnobrązowa barwa wymienia się z ciemnobrązową. Na bokach pióra są jasnobrązowe, gdzie widać ciemnobrązowe lub czarne plamy. Ogon ma kolor ciemnego brązu, skrzydła są podobnie ubarwione, choć widać tam też barwy czarno-purpurowe. Można też dostrzec na nich brązowe lusterko obrzeżone czarno i białą linią. Dziób jest niebiesko-szary. Nogi i stopy pomarańczowe do ciemnożółtych. Tęczówka brązowa.
Pomiędzy płciami nie ma większych różnić w ubarwieniu. W części twarzowej u samic biała plama jest bardziej zaokrąglona, a bardziej wydłużona u kaczorów. Samice są też ciemniejsze  i nieco mniejsze. U niektórych młodych można dostrzec białe plamy na głowie i szyi. Pisklęta mają ciemną, koloru sepii, głowę i plecy. Mają żółtawe policzki, podczas gdy reszta twarzy jest czerwonawo-brązowa. Gardło, klatka piersiowa i brzuch są szarobiały. Na plecach widać małą szarobiałą plamę. Dziób i nogi są ciemnoszare. Tęczówki ciemnobrązowe.
Kaczory wydają ciche odgłosy przypominające szept. Kaczki odzywają się głośniej i bardziej twardo, co przypomina szczekanie psa.
W przeciwieństwie do polskiej nazwy odnoszącej się do bieli na gardle, nazwa angielska kaczki – Bronze-winged Duck – wzięła się od brązowego lusterka. Powodem innego określenia, pato perro (z jęz. hiszpańskiego) lub dog-duck (psia kaczka), było szorstkie szczekanie samicy.

## Zasięg występowania
Występuje w południowym Chile oraz od zachodnio-środkowej Argentyny na południe po Ziemię Ognistą. Po sezonie lęgowym rozprasza się na północ i wschód, niektóre osobniki pozostają jednak na terenach lęgowych przez cały rok.

## Siedlisko
Kaczka białogardła zamieszkuje leśne rzeki i wartkie strumienie płynące na słabiej nachylonych stokach południowoamerykańskich Andów w południowym Chile i sąsiadujących regionach Argentyny.

## Pożywienie
Informacje na temat diety opisywanego gatunku pochodzą głównie z analizy treści żołądkowej czterech badanych kaczek. Zawierały one głównie korzenie, nasiona i części roślin, tzn. liście i łodygi roślin wodnych. U dwóch osobników stwierdzono w mniejszej ilości również owady wodne. Czasem zbiera pożywienie na ziemi. Żerowiska kaczek białogardłych są bardzo rozległe.

## Okres lęgowy

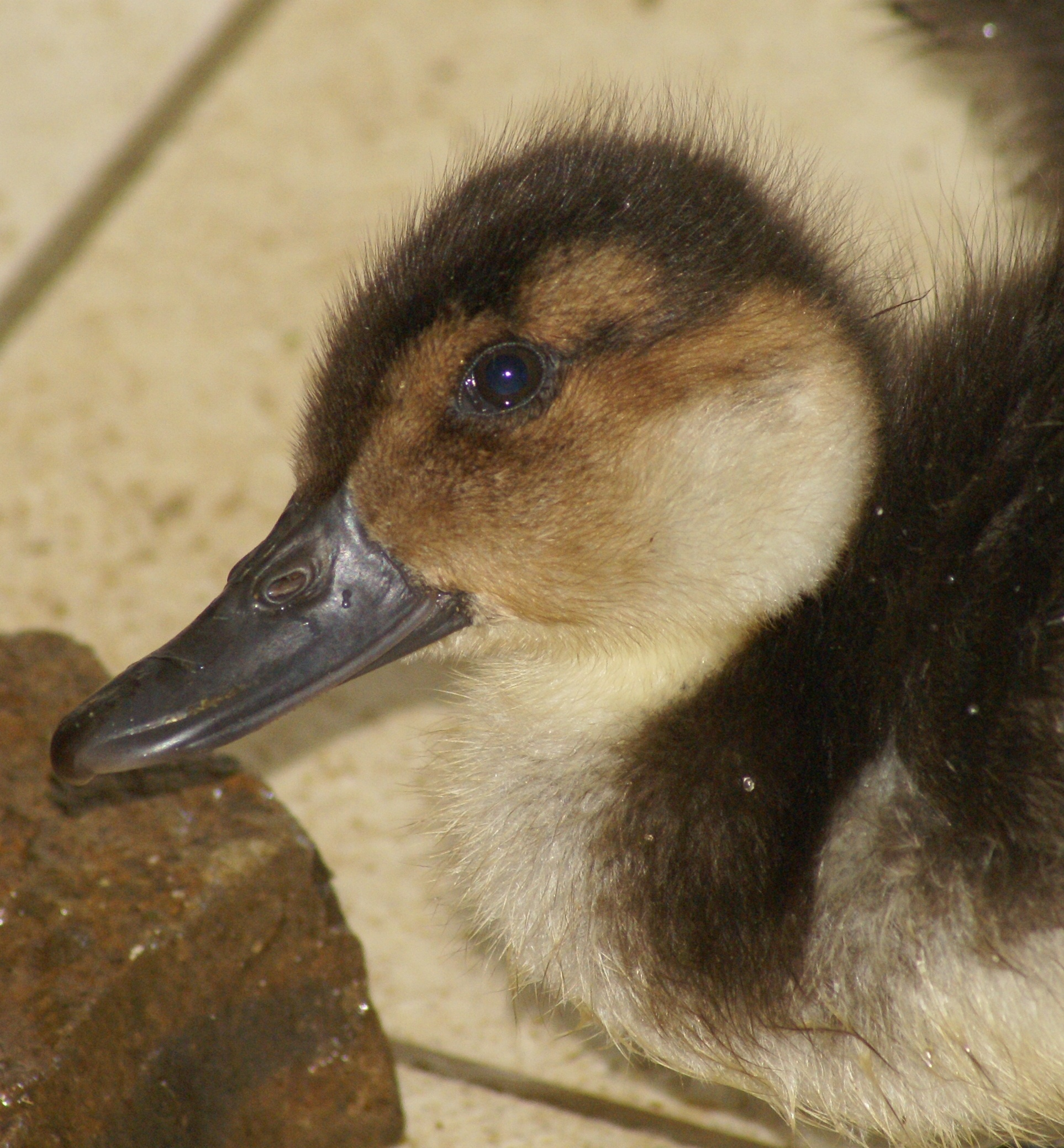
Pisklę lustrzynki

Okres lęgowy rozpoczyna się we wrześniu i październiku. Jaja składane są w październiku i listopadzie. Wylęganie się młodych przypada na grudzień i początek stycznia. Gniazdo ulokowane jest na ziemi, ale można znaleźć je również na pływających platformach. Jaja mają kremową lub jasnobrązową barwę. Ich wymiary to 63,6 × 44,2 mm. Zwykle w lęgu znajduje się 5–6 jaj. U kaczek trzymanych w niewoli okres wychowu piskląt trwa 30 dni. Kaczor jest zaangażowany w ich wychowywaniu. Śmiertelność piskląt jest stosunkowo niska, w porównaniu z innymi gatunkami kaczek. Rekompensuje to niewielką liczbę jaj.

## Status
Międzynarodowa Unia Ochrony Przyrody (IUCN) uznaje lustrzynkę za gatunek bliski zagrożenia (NT – Near Threatened) nieprzerwanie od 1994 roku. Liczebność populacji szacuje się na nie więcej niż 10 tysięcy osobników. Ze względu na brak dowodów na spadki liczebności bądź istotne zagrożenia dla gatunku BirdLife International uznaje trend liczebności populacji za stabilny.